# Krebsstein (Lenningen)
Krebsstein ist ein Weiler, der zum Ortsteil Gutenberg der Gemeinde Lenningen im Landkreis Esslingen in Baden-Württemberg gehört.

## Geographie

### Geographische Lage, Schutzgebiete
Der Ort liegt, in zwei Siedlungsgruppen geteilt, auf der Hochfläche der Schwäbischen Alb am Trauf über dem Dorf Gutenberg unten im Tal der Weißen Lauter, des rechten Oberlaufs der Lenninger Lauter. Die größere Siedlungsgruppe umfasst die Hochfläche eines kleinen Sporns, wenig unter dessen Talkante die Ruine Wuelstein beim Wasserfels im Hangwald mit Ahorn- und Lindenbäumen liegt.
Krebsstein steht auf der Unteren Massenkalk-Formation des Weißjura im Untergrund, die Burgruine in dessen Unterer Felsenkalk-Formation. Am Hang unter dem Sporn liegt Blockschutt.
Der ältere Siedlungsteil am Sporn ist zur Hochebene hin vollständig umschlossen vom Landschaftsschutzgebiet Landschaftsbestandteile und Landschaftsteile im Landkreis Nürtingen, während sich an der anderen Seite den Talhang hinab das Naturschutzgebiet Oberes Lenninger Tal mit Seitentälern erstreckt. Das Vogelschutzgebiet Vorland der mittleren Schwäbischen Alb geht sogar über die gesamte Ortslage von Krebsstein hinweg, ohne dass diese ausgespart würde. Ganz Lenningen ist außerdem Teil des Biosphärengebiets Schwäbische Alb.

## Geschichte
1459 wird Krebsstein erstmals urkundlich erwähnt, als sich die Krebssteiner Bauern gegen Ansprüche der Neidlinger Herrschaft, der Herren von Freyberg, wehrten. Im 16. Jahrhundert bestand Krebsstein aus sechs Lehenshöfen. Der Ort gehörte immer zu Gutenberg und teilt deshalb bis heute auch dessen Geschichte. Im Dreißigjährigen Krieg wurde der Ort vollständig entvölkert und erst 1675 wieder besiedelt. Im Zuge der Gemeindegebietsreform in Baden-Württemberg wurde Krebsstein am 1. Januar 1975 zusammen mit Gutenberg nach Oberlenningen eingemeindet.

## Sehenswürdigkeiten
- Wasserfels mit der Ruine Wuelstein

## Verkehr
Den Ort erreicht man über die Kreisstraße K 1246, die in Schopfloch beginnt und in Krebsstein als Sackstraße endet.